# Naronic (schip, 1892)
De SS Naronic was een vrachtschip van de rederij White Star Line en voer op de lijn waarbij een beperkt aantal passagiers meekonden.

## De ramp
Het schip vertrok onder bevel van kapitein William Roberts op 11 februari 1893 uit Liverpool richting New York met 74 bemanningsleden en 4600 ton goederen waaronder 1000 ton kool.
Na het vertrek deed het schip nog Anglesey aan en werd daarna nooit meer teruggezien.
Enkel de Britse SS Coventry ontdekte twee lege reddingsboten van de Naronic op 4 maart rond de plaats waar later de Titanic zou zinken. De ene omgekeerd de andere overspoeld.
Ook werden er vier flessen met boodschappen gevonden zogezegd van de zinkende Naronic. Twee flessen op 3 maart in Bay Ridge (Brooklyn) en Ocean View (Virginia), één in juni 1983 in het Noorderkanaal en de laatste op 18 september in de Mersey dicht bij het vertrekpunt van het schip.
Twee waren niet ondertekend en de twee andere ondertekend door een naam die niet in het manifest terug te vinden was. Daarom worden deze als niet betrouwbaar bestempeld.